# 과학적 증거 (법학)
|                                                       |
| 증거법                                                |
| 영미법 시리즈                                         |
| 증거의 종류                                           |
| 증언 · 물증                                           |
| 전자증거 · 무죄입증 증거                              |
| 과학적 증거 · 물적 증거                               |
| 목격자지목 · DNA증거                                  |
| 거짓말                                                |
| 관련성                                                |
| 입증책임 · 증거기초                                   |
| 공공복리예외 · 오염 · 성격증거                        |
| 습관증거 · 유사사실                                   |
| 진위확인                                              |
| 관리 연속성 · 주지의 사실                             |
| 최량증거원칙 · 자기확증문서 · 오래된 문서             |
| 증인                                                  |
| 증인적격 · 증언거부특권                               |
| 직접신문 · 교호신문 · 재직접신문                      |
| 탄핵증거                                              |
| 기록된 기억 · 전문가증언                              |
| 사망자 규정                                           |
| 전문증거와 예외                                       |
| 영국법 · 미국법                                       |
| 자백 · 업무상 기록                                    |
| 흥분 상태의 언급 · 임종시의 진술                      |
| 일방 당사자의 자인 · 오래된 문서                      |
| 이익에 반하는 진술 · 현장성 감각 인상 · 부대상황 사실 |
| 권위학술서 · 비언어적 행동                            |
| 미국법의 다른 영역                                    |
| 계약법 · 불법행위법                                   |
| 재산법 과 미국의 유언신탁법                           |
| 형법 · 증거법                                         |

과학적 증거(scientific evidence)는 미국증거법하에서 과학적 증거를 어떻게 사용하는지에 대한 기준이다.

## Frye 기준
Frye v. United States(293 F.1013, 1923)에서 과학적 증거는 그 기술이 관련 과학계에서 인정할 수 있을 정도로 '일반적으로 인정된' 것이 아니면 허용되지 않는다고 미 연방대법원은 판시하였다.

## Daubert 기준
1993년  즉 Daubert v. Merrell Dow Pharmaceuticals 판결(509 U.S. 579, 1993)에서 미국 연방대법원은 미국 연방증거법하에 과학적 증거의 허용성을 인정한다고 판시함으로써 연방사건에 관하여 과학적 증거의 허용성에 관한 새로운 기준을 확립하였고 연방대법원은 거짓말탐지기 검사결과를 포함하여 과학적 증거의 허용성을 평가하는 기준을 제시하였다.
해당 재판과 관련이 있다는것을 전제로
조건1. 과학적으로 검증된 이론이나 기술일것.
조건2. 조건1이 학계에 의해 심사되고 일반적으로 받아들여졌는지 여부.
조건3. 공개된 오차율에대한 용인가능.
을 판단한다.

## 참고 문헌
- 박미숙, 미국의 거짓말탐지기 검사결과의 증거능력, 형사정책 주요동향[깨진 링크(과거 내용 찾기)]
- 아서 베스트, 미국 증거법 (사례와 해설), 탐구사 2009. ISBN 9788989942207
- 권영법,형사소송과 과학적 증거,세창출판사,2012

1. ↑  Daubert v. Merrell Dow Pharmaceuticals 판결(509 U.S. 579, 1993)